# Хърмаяни Грейнджър
Хърмаяни Джийн Грейнджър (на английски: Hermione Jane Granger) е героиня от поредицата за Хари Потър на Дж. К. Роулинг.

## Значение на името
Джоан К. Роулинг избира името Хърмаяни от Шекспировата пиеса „Зимна приказка“, въпреки че казва, че героите не са еднакви. Авторката казва, че двамата професионални зъболекари кръщават така детето си, за да видят хората, че са интелигентни. Хърмаяни също е и името на три британски актриси, които са изпълнявали ролите на вещици. Хърмаяни Бадъли е играла в „Омагьосване“ и „Мери Попинс“, Хърмаяни Джинголд е играла във филма „Bell Book and Candle“, а Хърмаяни Норис в сериала „Адвокат Кингдъм“.

## Биография
Хърмаяни е най-талантливата вещица в своя курс в Хогуортс. Тя е разпределена в дом Грифиндор. Родителите ѝ са мъгъли, и двамата са зъболекари. Хърмаяни обича да чете и вярва, че всичко може да се научи от книгите. Когато разбира, че например Пророкуването е неточна наука тя се отказва от този час. По време на първата си година в Хогуортс, Хърмаяни не е харесвана от повечето деца. Тя е разпореждаща се всезнайка, която казва на всички да спазват правилата на училището. С годините става по-умна, по-любезна и общителна, но продължава да не одобрява нарушаването на правилата.
Хърмаяни помни много заклинания и магии и винаги може да отърве себе си и приятелите си от безизходните положения. По време на петата си година в училището може да прави протеева магия на ниво Т. Р.И. Т.О. Н. Специалитет ѝ е правенето на преносими, непромокаеми огньове. Дори през една година е взимала допълнителни часове, използвайки времевърт, с който можеш да бъдеш на две места едновременно, но намира това твърде изтощително. Тя изпъква по време на повечето часове и често помага на Невил Лонгботъм по отвари. Повечето учители я смятат за отлична ученичка, без Снейп, който я мисли за досадна многознайка.
Бащиното име на умницата е Джийн. Рожденият ѝ ден е на 19 септември. През 1993 г. си купува голяма, червеникавожълта котка на име Крукшанкс. Най-добрите ѝ приятели са Рон Уизли и Хари Потър; също така се разбира добре и с Джини Уизли. По време на четвъртата си година известният български търсач Виктор Крум се привързва към нея по време на посещението на учениците от Дурмщранг в Хогуортс. Тя отвръща на това увлечение, но накрая се омъжва за Рон.
Хърмаяни има развиваща се социална съвест и върши уморителни и отегчителни работи за тези, които вижда че са потиснати и не могат да се справят сами. Тя бързо взима Невил под крилото си по време на часовете по отвари. Купува Крукшанкс, защото никой не го иска. Прекарва часове в изготвяне на защитата на Бъкбийк и по-късно проявява интерес към домашните духчета и основава С. М.Р. А.Д., към който малко ученици са заинтересовани.
Хърмаяни помага на Хари при търсенето на хоркруксите. Тя наследява от Дъмбълдор книга с приказки, която помага на героите в издирването на хоркрусите.
Волдемор унищожава хоркрукса намиращ се в чашата на Хелга Хафълпаф.
Грейнджър изпада в депресия, когато Рон се скарва с Хари и  напуска триото.  Впоследствие той се връща, но тя не може лесно да му прости дезертьорството. Приятелите се събират по време на битката за Хогуортс, когато Рон казва, че трябва да изведат домашните духчета от замъка. 
Отношения с Рон: Въпреки че в началото са приятели, отношенията на Хърмаяни с Рон Уизли постепенно преминават в нещо повече. В "Хари Потър и огненият бокал", Рон ревнува когато тя отива на бала с Виктор Крум а в "Хари Потър и нечистокръвният принц" част тя на свой ред ревнува че Рон си има приятелка. Те се женят по-късно и имат две деца – Роуз и Хюго. Също така в осмата книга от поредицата Хърмаяни работи като „министър на магията“